# John W. Vogt Jr.

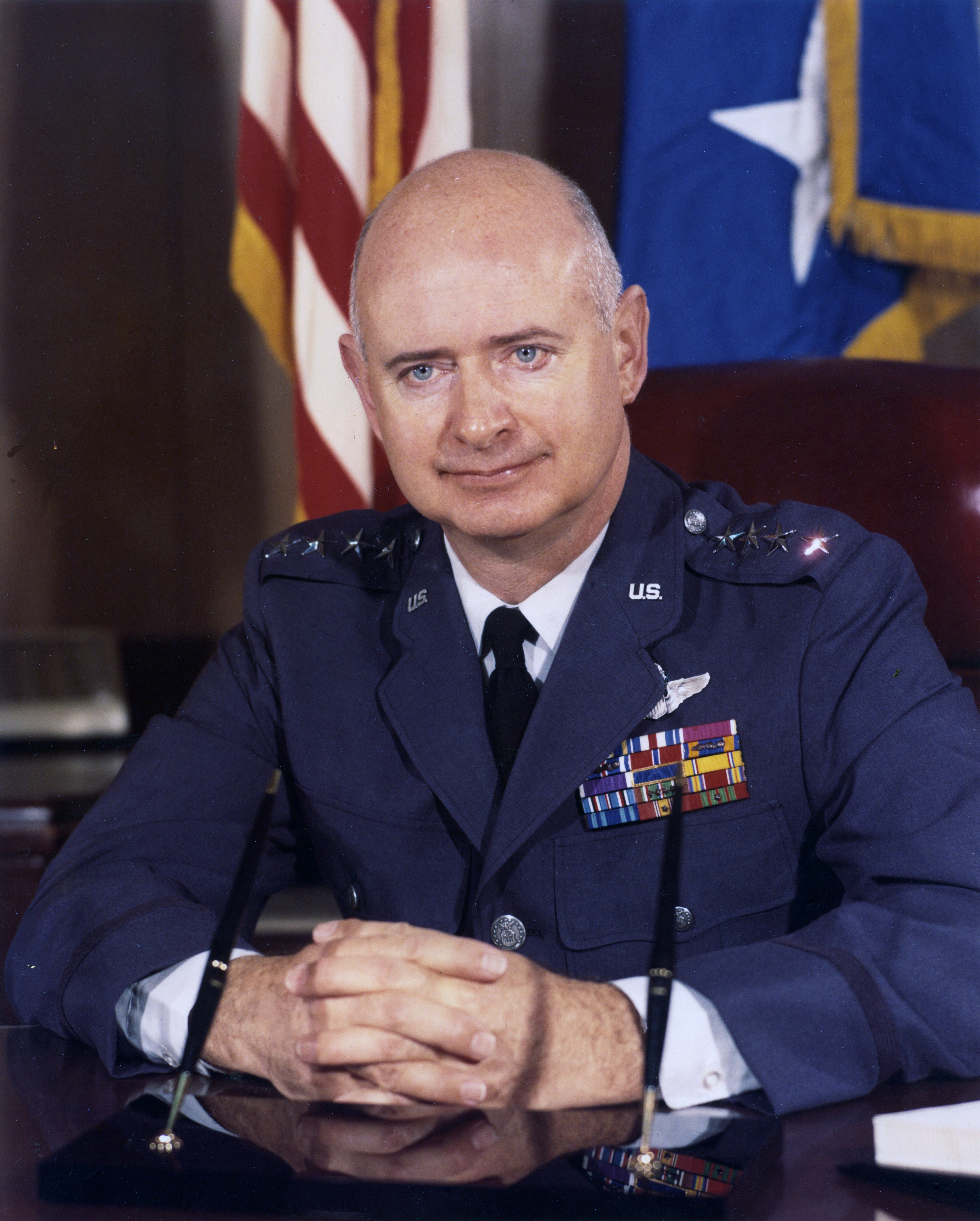
John W. Vogt Jr.

John William Vogt Jr. (* 18. März 1920 in Elizabeth, Union County, New Jersey; † 16. April 2010 in Melbourne, Brevard County, Florida) war ein General der United States Air Force. Er war unter anderem Kommandeur der Pacific Air Forces und der United States Air Forces in Europe.
Vogt besuchte die öffentlichen Schulen seiner Heimat. Im Jahr 1941 trat er dem United States Army Air Corps bei, wo er als Kadett eine Offiziersausbildung begann. Nach seinem erfolgreichen Abschluss wurde er im April 1942 als Leutnant in das Offizierskorps aufgenommen. In der Armee bzw. ab 1947 in der Air Force durchlief er anschließend alle Offiziersränge vom Leutnant bis zum Vier-Sterne-General.
Im Lauf seiner militärischen Karriere absolvierte John Vogt verschiedene Kurse und Schulungen. Dazu gehörte unter anderem eine Pilotenausbildung. Er erhielt akademische Grade von der Yale University, der Columbia University und der Harvard University.
Vogts Zeit als Offizier im Army Air Corps begann im April 1942, als sich die Vereinigten Staaten im Zweiten Weltkrieg befanden. Er wurde als Kampfpilot auf dem europäischen Kriegsschauplatz eingesetzt und flog von England aus Einsätze gegen Nazi-Deutschland. Seit Mai 1944 kommandierte er die 360th Fighter Squadron. Er gehörte mit seiner Schwadron zu den Lufteinheiten, die den alliierten Vormarsch beginnend mit der Alliierten Landung in der Normandie von Frankreich nach Deutschland aus der Luft unterstützten. Dabei gelangen ihm acht Abschüsse deutscher Flugzeuge.
Nach dem Krieg war John Vogt zwischen November 1945 und Juli 1946 in Recife in Brasilien stationiert, wo er die Ibura Army Base kommandierte. Nach seiner Rückkehr in die Vereinigten Staaten bekleidete John Vogt in den folgenden Jahren verschiedene Positionen als Stabsoffizier an unterschiedlichen Standorten und bei diversen Einheiten. Im Jahr 1947 wurde er in die neugegründete United States Air Force übernommen. Im Jahr 1951 gehörte er dem Stab der Joint Chiefs of Staff an.
Im August 1955 wurde Vogt nach Japan versetzt, wo er im Hauptquartier der dortigen Air Force Einheiten (Far East Air Forces) in deren Stabsabteilung für Operationen und Planungen tätig war. Später erfolgte seine Versetzung zur Hickam Air Force Base in Hawaii, wo er dem Stab der damals neuaufgestellten Pacific Air Forces angehörte. Im Jahr 1960 wurde er zum Hauptquartier der Luftwaffe versetzt, wo er in verschiedenen Funktionen dessen Stab angehörte. Ab Februar 1963 gehörte er dem Stab des Verteidigungsministeriums an. Dort war er in der Abteilung für Planungen tätig.
Danach kehrt er nach Hawaii zu den Pacific Air Forces zurück. Dort leitete er in den Jahren 1965 bis 1968 die Stabsabteilung für Planungen und Operationen. Dabei war er auch an den Planungen und den Anweisungen für Lufteinsätze im Vietnamkrieg beteiligt. Anschließend kehrt er zum Luftwaffenhauptquartier zurück, wo er zwischen Juni 1968 und August 1969 in dessen Stabsabteilung für Planungen und Operationen tätig war.
Es folgte eine weitere Versetzung zu den Joint Chiefs of Staff, wo Vogt zunächst deren Stabsabteilung J3 für Operationen leitete. Zwischen dem 20. Juli 1970 und dem 7. April 1972 bekleidete er als Generalleutnant das Amt des Director of the Joint Staff. Dabei handelt es sich um eine hohe Position die dem jeweiligen Chairman of the Joint Chiefs of Staff beratend zur Seite steht. Nach dem Ende dieser Berufung erfolgte seine Beförderung zum Vier-Sterne-General.
Gleichzeitig wurde er Kommandeur der 7. Luftflotte und stellvertretender Kommandeur des Military Assistance Command, Vietnam. Als Kommandeur der 7. Luftflotte war er für amerikanische Lufteinsätze in Südostasien in der Endphase des Vietnamkriegs verantwortlich. Zwischen dem 1. Oktober 1973 und dem 1. Juli 1974 kommandierte John Vogt die Pacific Air Forces.
Sein letzter Auftrag im Militärdienst führte Vogt auf die Ramstein Air Base in Deutschland. Dort übernahm er am 1. Juli 1974 als Nachfolger von David C. Jones das Kommando über die United States Air Forces in Europe und in Personalunion den Oberbefehl über den Allied Air Command. Nachdem er diese Ämter am 31. August 1975 an seinen Nachfolger Richard H. Ellis übergeben hatte, schied Vogt aus dem aktiven Militärdienst aus. Als bisher einziger General der Air Force kommandierte er sowohl die Pacific Air Forces als auch die U.S. Air Force Europe.
Über sein Leben nach seiner Pensionierung ist in den Quellen nichts überliefert. Er starb am 16. April 2010 in Melbourne (Florida) und wurde auf dem amerikanischen Nationalfriedhof Arlington beigesetzt.

## Orden und Auszeichnungen
John Vogt erhielt im Lauf seiner militärischen Laufbahn unter anderem folgende Auszeichnungen:
- Air Force Distinguished Service Medal
- Army Distinguished Service Medal
- Silver Star
- Legion of Merit
- Bronze Star Medal
- Distinguished Flying Cross
- Air Medal
- Joint Service Commendation Medal
- Army Commendation Medal
- World War II Victory Medal
- Purple Heart
- Presidential Unit Citation
- American Defense Service Medal
- European-African-Middle Eastern Campaign Medal
- National Defense Service Medal
- Vietnam Service Medal
- Air and Space Longevity Service Award
- Kriegskreuz (Frankreich)
- National Order of Vietnam (Südvietnam)
- Gallantry Cross (Südvietnam)
- Vietnam Air Service Medal (Südvietnam)
- Order of the Cloud and Banner (National China, Taiwan)